# Ratpenat cuallarg de Hayman
El ratpenat cuallarg de Hayman (Otomops secundus) és una espècie de ratpenat de la família dels molòssids que es troba a Papua Nova Guinea.